# Franco De Gemini
Franco De Gemini (Ferrara, 10 settembre 1928 – Roma, 20 luglio 2013) è stato un musicista, produttore discografico e compositore italiano.
È stato soprannominato "Harmonica Man": pur essendo uno dei più grandi armonicisti italiani, è entrato nella storia per sole quattro note, quelle scritte da Ennio Morricone per la colonna sonora di C'era una volta il West di Sergio Leone e che ricorrono in molte scene, tra cui quella finale, in cui l'armonica è in bocca a Charles Bronson, costretto a stare in piedi per non far morire il fratello, appoggiato sulle sue spalle con un cappio al collo.

## Biografia

### Il musicista
Nato a Ferrara, trascorre però l'infanzia, l'adolescenza e la giovinezza a Torino, dove studia musica e dove inizia a suonare nelle orchestre della città.
Si appassiona in particolare all'armonica bocca, al punto di aprire, nella seconda metà degli anni '40, una scuola, il C.A.T. (Club Armonicisti Torinesi).
Entra poi a suonare con l'orchestra dell'Eiar di Torino, chiamato dall'allora direttore Viarengo: qui conosce il maestro Cinico Angelini, che lo vuole con sé al Festival di Sanremo 1957.
Nel frattempo ha già iniziato a collaborare in alcune colonne sonore: la prima è del 1953, per Pane, amore e fantasia di Alessandro Cicognini (regia di Luigi Comencini).
Entra poi nell'orchestra del maestro Berto Pisano, con cui registra anche musiche per la televisione, incidendo negli studi della Fonit Cetra in via Bertola a Torino.
Nel corso della sua carriera di musicista ha suonato con moltissimi grandi nomi come Francesco de Masi, Ennio Morricone, Armando Trovajoli, Piero Piccioni, Nicola Piovani, Riz Ortolani, Piero Umiliani, Renato Serio, Carlo Rustichelli, Franco Micalizzi, Nico Fidenco; ha suonato in più di 800 colonne sonore, di cui molte per spaghetti western, in cui il suo strumento poteva essere adoperato con maggiore creatività.
Una delle sue partecipazioni più prestigiose è però senza dubbio quella alla registrazione della colonna sonora di West Side Story, scritta da Leonard Bernstein, nel 1961.
Nel 1964 collabora con Fabrizio De André, suonando nella re-incisione di La ballata dell'eroe: questa versione, con la sua armonica all'inizio e un assolo a metà, sarà quella che verrà ristampata successivamente anche in cd.
Nel 1965, registrando la colonna sonora del film Italiani brava gente, scritta da Armando Trovajoli (la regia era di Giuseppe De Santis) si trovò a duettare con il grande flautista Severino Gazzelloni (che allora suonava con l'orchestra del celebre maestro Franco Ferrara), eseguendo lo stesso tema con i loro due strumenti.
Nel 1972 collabora con Donatella Moretti, suonando l'armonica a bocca nel suo album Conto terzi.
Nel 2006 è uscito un cd, "The Man with the Harmonica, che racchiude alcune delle sue partecipazioni a colonne sonore, mentre a gennaio 2007 è stato pubblicato un libro, From beat to beat, in cui De Gemini racconta le sue esperienze come autore di colonne sonore, corredandole di aneddoti.

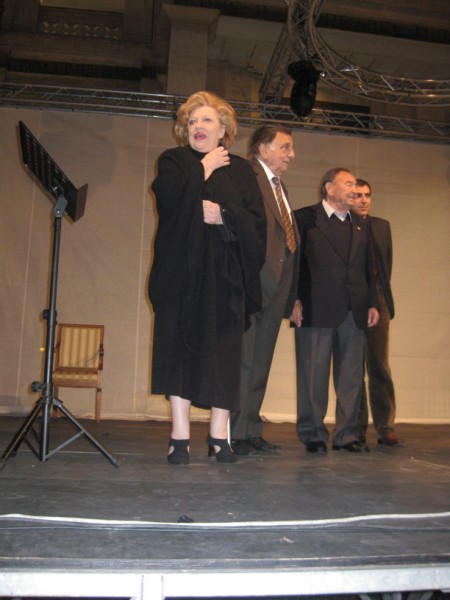
Carla Boni, Franco De Gemini, Giorgio Consolini e Carlo Posio durante la manifestazione Omaggio a Pino Rucher, una vita per la chitarra tenutasi a Manfredonia

Il 5 ottobre 2008 ha partecipato al memorial di Pino Rucher (chitarrista Rai) a 12 anni dalla sua morte. La manifestazione è stata patrocinata dal comune di Manfredonia e dalla provincia di Foggia.
È morto nel 2013 a 84 anni a seguito di una lunga malattia; riposa nel cimitero di Capalbio (GR).

### Il discografico
Nel 1968 decide di iniziare anche l'attività di imprenditore nella musica: fonda quindi una casa discografica, la Beat Records Company (a cui affianca una casa di edizioni musicali omonima), e scrittura alcuni gruppi tardo-beat, oltre che occuparsi di colonne sonore.

Nel 1985 fonda anche le "edizioni musicali Pentaflowers", con le quali acquisisce il controllo di circa un migliaio di colonne sonore originali di film.

## Colonne sonore (parziale)

### Musicista
- Pane, amore e fantasia, regia di Luigi Comencini (1953)
- West Side Story, regia di Jerome Robbins e Robert Wise (1961)
- Per un pugno di dollari, regia di Sergio Leone (1964)
- Italiani, brava gente, regia di Giuseppe De Santis (1964)
- Il buono, il brutto, il cattivo, regia di Sergio Leone (1966)
- Colpo maestro al servizio di Sua Maestà britannica, regia di Michele Lupo (1967)
- Gentleman Jo... uccidi, regia di Giorgio Stegani (1967)
- Buckaroo (Il winchester che non perdona), regia di Adelchi Bianchi (1967)
- 7 winchester per un massacro, regia di Enzo G. Castellari (1968)
- C'era una volta il west, regia di Sergio Leone (1968)
- Angeli bianchi... angeli neri, regia di Luigi Scattini (1969)
- Lo chiamavano Trinità, regia di Enzo Barboni (1970)
- La proprietà non è più un furto, regia di Elio Petri (1973)
- Io sto con gli ippopotami, regia di Italo Zingarelli (1979)

### Autore
- Si può fare molto con 7 donne, regia di Fabio Piccioni (1971)
- Le armate rosse alla liberazione dell'Europa, regia di Jurij Nikolaevič Ozerov (1972)

## Discografia
- 1971 - L'armonica a bocca di Franco De Gemini
- 1972 - Si Può Fare Molto Con 7 Donne (You Can Do A Lot With Seven Women)
- 1974 - L'armonica a bocca
- 1978 - Listen to my harmonica (con Alessandro Alessandroni)
- 2003 - Das Haus an der Friedhofmauer (con Walter Rizzati e Alessandro Blonksteiner)
- 2006 - The Man with the Harmonica
- A Happy Tramp (con i The Gil Flat Group)